# Morir todavía
Morir todavía es una película de 1991, dirigida por Kenneth Branagh y protagonizada por él mismo, su por aquel entonces esposa Emma Thompson, Andy García, Derek Jacobi y Robin Williams en los papeles principales.
Su título original es Dead Again (adaptado a "Morir otra vez" en Hispanoamérica y "Morir todavía" en España).

## Argumento
Mike Church (Kenneth Branagh), detective privado en Los Ángeles y cuya especialidad es encontrar a personas perdidas, toma el caso de una misteriosa mujer amnésica, a la que llama Grace (Emma Thompson) y que tiene pesadillas recurrentes sobre el asesinato de una pianista llamada Margaret a manos de su esposo, Roman Strauss, a finales de los años 1940. Intentando resolver la clave de esas pesadillas, Church, con la ayuda del periodista retirado Grey Baker (Andy García), busca la ayuda de Madson (Sir Derek Jacobi), un antiguo traficante con poderes hipnóticos. Las sesiones de hipnosis pronto revelan sorpresas.

## Reparto principal
Kenneth Branagh: Roman Strauss / Mike Church
Emma Thompson: Grace / Margaret Strauss
Andy García: Gray Baker
Derek Jacobi: Franklyn Madson
Wayne Knight: 'Piccolo' Pete Dugan
Hanna Schygulla: Inga
Campbell Scott: Doug
- Datos: Q928693